# Heliophorus rubida
Heliophorus rubida är en fjärilsart som beskrevs av Riley 1929. Heliophorus rubida ingår i släktet Heliophorus och familjen juvelvingar. Inga underarter finns listade i Catalogue of Life.